# Puchar Anglii w piłce nożnej (2000/2001)
Puchar Anglii w piłce nożnej (2000/2001) – 120 edycja rozgrywek. Puchar zdobył Liverpool, który pokonał w finale Arsenal. Finał został po raz pierwszy rozegrany poza Anglią, na Millennium Stadium w Cardiff, ponieważ stadion Wembley był modernizowany.

## Pierwsza runda
| Lp.      | Gospodarze             | Wynik | Goście                     |
| -------- | ---------------------- | ----- | -------------------------- |
| 1        | Blackpool              | 3–1   | Telford United             |
| 2        | Chester City           | 1–1   | Plymouth Argyle            |
| powtórka | Plymouth Argyle        | 1–2   | Chester City               |
| 3        | Chesterfield           | 0–1   | Bristol City               |
| 4        | Darlington             | 6–1   | AFC Sudbury                |
| 5        | AFC Bournemouth        | 2–0   | Swansea City               |
| 6        | Barnet                 | 2–1   | Hampton & Richmond Borough |
| 7        | Barrow                 | 0–2   | Leyton Orient              |
| 8        | Bury                   | 1–1   | Northwich Victoria         |
| powtórka | Northwich Victoria     | 1–0   | Bury                       |
| 9        | Canvey Island          | 4–4   | Port Vale                  |
| powtórka | Port Vale              | 1–2   | Canvey Island              |
| 10       | Yeovil Town            | 5–1   | Colchester United          |
| 11       | Reading                | 4–0   | Grays Athletic             |
| 12       | Walsall                | 4–0   | Exeter City                |
| 13       | Macclesfield Town      | 0–1   | Oxford United              |
| 14       | Lincoln City           | 4–0   | Bracknell Town             |
| 15       | Luton Town             | 1–0   | Rushden & Diamonds         |
| 16       | Swindon Town           | 4–1   | Ilkeston Town              |
| 17       | Wrexham                | 0–1   | Rotherham United           |
| 18       | Hednesford Town        | 2–4   | Oldham Athletic            |
| 19       | Wycombe Wanderers      | 3–0   | Harrow Borough             |
| 20       | Kidderminster Harriers | 0–0   | Burton Albion              |
| powtórka | Burton Albion          | 2–4   | Kidderminster Harriers     |
| 21       | Brentford              | 1–3   | Kingstonian                |
| 22       | Northampton Town       | 4–0   | Frickley Athletic          |
| 23       | Millwall               | 3–0   | Leigh RMI                  |
| 24       | Carlisle United        | 5–1   | Woking                     |
| 25       | Scunthorpe United      | 3–1   | Hartlepool United          |
| 26       | Mansfield Town         | 1–1   | Peterborough United        |
| powtórka | Peterborough United    | 4–0   | Mansfield Town             |
| 27       | Cardiff City           | 5–1   | Bristol Rovers             |
| 28       | Halifax Town           | 0–2   | Gateshead                  |
| 29       | Cheltenham Town        | 4–1   | Shrewsbury Town            |
| 30       | Torquay United         | 1–1   | Southend United            |
| powtórka | Southend United        | 2–1   | Torquay United             |
| 31       | Kettering Town         | 0–0   | Hull City                  |
| powtórka | Hull City              | 0–1   | Kettering Town             |
| 32       | Stoke City             | 0–0   | Nuneaton Borough           |
| powtórka | Nuneaton Borough       | 1–0   | Stoke City                 |
| 33       | Wigan Athletic         | 3–1   | Dorchester Town            |
| 34       | Gravesend & Northfleet | 1–2   | Notts County               |
| 35       | Cambridge United       | 2–1   | Rochdale                   |
| 36       | Radcliffe Borough      | 1–4   | York City                  |
| 37       | Forest Green Rovers    | 0–3   | Morecambe                  |
| 38       | Dagenham & Redbridge   | 3–1   | Hayes                      |
| 39       | Aldershot Town         | 2–6   | Brighton & Hove Albion     |
| 40       | Havant & Waterooville  | 1–2   | Southport                  |

## Druga runda
| Lp.      | Gospodarze             | Wynik | Goście                 |
| -------- | ---------------------- | ----- | ---------------------- |
| 1        | Blackpool              | 0–1   | Yeovil Town            |
| 2        | Chester City           | 3–2   | Oxford United          |
| 3        | Darlington             | 0–0   | Luton Town             |
| powtórka | Luton Town             | 2–0   | Darlington             |
| 4        | AFC Bournemouth        | 3–0   | Nuneaton Borough       |
| 5        | Bristol City           | 3–1   | Kettering Town         |
| 6        | Walsall                | 2–1   | Barnet                 |
| 7        | Northwich Victoria     | 3–3   | Leyton Orient          |
| powtórka | Leyton Orient          | 3–2   | Northwich Victoria     |
| 8        | Lincoln City           | 0–1   | Dagenham & Redbridge   |
| 9        | Swindon Town           | 5–0   | Gateshead              |
| 10       | Kidderminster Harriers | 0–2   | Carlisle United        |
| 11       | Millwall               | 0–0   | Wycombe Wanderers      |
| powtórka | Wycombe Wanderers      | 2–1   | Milwall                |
| 12       | Southend United        | 2–1   | Canvey Island          |
| 13       | Scunthorpe United      | 2–1   | Brighton & Hove Albion |
| 14       | Cardiff City           | 3–1   | Cheltenham Town        |
| 15       | Southport              | 1–2   | Kingstonian            |
| 16       | Morecambe              | 2–1   | Cambridge United       |
| 17       | York City              | 2–2   | Reading                |
| powtórka | Reading                | 1–3   | York City              |
| 18       | Rotherham United       | 1–0   | Northampton Town       |
| 19       | Wigan Athletic         | 1–1   | Notts County           |
| powtórka | Notts County           | 2–1   | Wigan Athletic         |
| 20       | Peterborough United    | 1–1   | Oldham Athletic        |
| powtórka | Oldham Athletic        | 0–1   | Peterborough United    |

## Trzecia runda
| Lp.                                             | Gospodarze           | Wynik | Goście                  |
| ----------------------------------------------- | -------------------- | ----- | ----------------------- |
| 1                                               | AFC Bournemouth      | 2–3   | Gillingham              |
| 2                                               | Burnley              | 2–2   | Scunthorpe United       |
| powtórka                                        | Scunthorpe United    | 1–1   | Burnley                 |
| Scunthorpe United wygrało 5-4 w rzutach karnych |                      |       |                         |
| 3                                               | Liverpool            | 3–0   | Rotherham United        |
| 4                                               | Preston North End    | 0–1   | Stockport County        |
| 5                                               | Southampton          | 1–0   | Sheffield United        |
| 6                                               | Watford              | 1–2   | Everton                 |
| 7                                               | Walsall              | 2–3   | West Ham United         |
| 8                                               | Leicester City       | 3–0   | York City               |
| 9                                               | Nottingham Forest    | 0–1   | Wolverhampton Wanderers |
| 10                                              | Blackburn Rovers     | 2–0   | Chester City            |
| 11                                              | Sheffield Wednesday  | 2–1   | Norwich City            |
| 12                                              | Bolton Wanderers     | 2–1   | Yeovil Town             |
| 13                                              | Sunderland           | 0–0   | Crystal Palace          |
| powtórka                                        | Crystal Palace       | 2–4   | Sunderland              |
| 14                                              | Derby County         | 3–2   | West Bromwich Albion    |
| 15                                              | Luton Town           | 3–3   | Queen’s Park Rangers    |
| powtórka                                        | Queen’s Park Rangers | 2–1   | Luton Town              |
| 16                                              | Swindon Town         | 0–2   | Coventry City           |
| 17                                              | Newcastle United     | 1–1   | Aston Villa             |
| powtórka                                        | Aston Villa          | 1–0   | Newcastle United        |
| 18                                              | Wycombe Wanderers    | 1–1   | Grimsby Town            |
| powtórka                                        | Grimsby Town         | 1–3   | Wycombe Wanderers       |
| 19                                              | Manchester City      | 3–2   | Birmingham City         |
| 20                                              | Fulham               | 1–2   | Manchester United       |
| 21                                              | Portsmouth           | 1–2   | Tranmere Rovers         |
| 22                                              | Bradford City        | 0–1   | Middlesbrough           |
| 23                                              | Carlisle United      | 0–1   | Arsenal                 |
| 24                                              | Chelsea              | 5–0   | Peterborough United     |
| 25                                              | Wimbledon            | 2–2   | Notts County            |
| powtórka                                        | Notts County         | 0–1   | Wimbledon               |
| 26                                              | Southend United      | 0–1   | Kingstonian             |
| 27                                              | Huddersfield Town    | 0–2   | Bristol City            |
| 28                                              | Cardiff City         | 1–1   | Crewe Alexandra         |
| powtórka                                        | Crewe Alexandra      | 2–1   | Cardiff City            |
| 29                                              | Charlton Athletic    | 1–1   | Dagenham & Redbridge    |
| powtórka                                        | Dagenham & Redbridge | 0–1   | Charlton Athletic       |
| 30                                              | Morecambe            | 0–3   | Ipswich Town            |
| 31                                              | Leeds United         | 1–0   | Barnsley                |
| 32                                              | Leyton Orient        | 0–1   | Tottenham Hotspur       |

## Czwarta runda
| Lp.      | Gospodarze           | Wynik | Goście                  | Widzów |
| -------- | -------------------- | ----- | ----------------------- | ------ |
| 1        | Bristol City         | 1 – 1 | Kingstonian             | 14,787 |
| powtórka | Kingstonian          | 0 – 1 | Bristol City            | 3,341  |
| 2        | Southampton          | 3 – 1 | Sheffield Wednesday     | 15,251 |
| 3        | Gillingham           | 2 – 4 | Chelsea                 | 10,419 |
| 4        | Blackburn Rovers     | 0 – 0 | Derby County            | 18,858 |
| powtórka | Derby County         | 2 – 5 | Blackburn Rovers        | 15,203 |
| 5        | Aston Villa          | 1 – 2 | Leicester City          | 26,383 |
| 6        | Bolton Wanderers     | 5 – 1 | Scunthorpe United       | 11,737 |
| 7        | Crewe Alexandra      | 0 – 1 | Stockport County        | 7,318  |
| 8        | Middlesbrough        | 0 – 0 | Wimbledon               | 20,625 |
| powtórka | Wimbledon            | 3 – 1 | Middlesbrough           | 5,991  |
| 9        | Sunderland           | 1 – 0 | Ipswich Town            | 33,626 |
| 10       | Everton              | 0 – 3 | Tranmere Rovers         | 39,207 |
| 11       | Wycombe Wanderers    | 2 – 1 | Wolverhampton Wanderers | 9,617  |
| 12       | Manchester City      | 1 – 0 | Coventry City           | 24,637 |
| 13       | Queen’s Park Rangers | 0 – 6 | Arsenal                 | 19,003 |
| 14       | Manchester United    | 0 – 1 | West Ham United         | 67,029 |
| 15       | Charlton Athletic    | 2 – 4 | Tottenham Hotspur       | 18,101 |
| 16       | Leeds United         | 0 – 2 | Liverpool               | 37,108 |

## Piąta runda
| Lp.                                               | Gospodarze        | Wynik | Goście            | Widzów |
| ------------------------------------------------- | ----------------- | ----- | ----------------- | ------ |
| 1                                                 | Liverpool         | 4 – 2 | Manchester City   | 36,231 |
| 2                                                 | Southampton       | 0 – 0 | Tranmere Rovers   | 15,232 |
| powtórka                                          | Tranmere Rovers   | 4 – 3 | Southampton       | 12,910 |
| 3                                                 | Leicester City    | 3 – 0 | Bristol City      | 20,905 |
| 4                                                 | Bolton Wanderers  | 1 – 1 | Blackburn Rovers  | 22,048 |
| powtórka                                          | Blackburn Rovers  | 3 – 0 | Bolton Wanderers  | 20,318 |
| 5                                                 | Sunderland        | 0 – 1 | West Ham United   | 36,005 |
| 6                                                 | Tottenham Hotspur | 4 – 0 | Stockport County  | 36,040 |
| 7                                                 | Wycombe Wanderers | 2 – 2 | Wimbledon         | 9,650  |
| powtórka                                          | Wimbledon         | 2 – 2 | Wycombe Wanderers | 9,464  |
| Wycombe Wanderers wygrało po serii rzutów karnych |                   |       |                   |        |
| 8                                                 | Arsenal           | 3 – 1 | Chelsea           | 38,096 |

## Szósta runda
| Lp. | Gospodarze      | Wynik | Goście            | Widzów |
| --- | --------------- | ----- | ----------------- | ------ |
| 1   | Leicester City  | 1 – 2 | Wycombe Wanderers | 21,969 |
| 2   | Tranmere Rovers | 2 – 4 | Liverpool         | 16,342 |
| 3   | West Ham United | 2 – 3 | Tottenham Hotspur | 26,048 |
| 4   | Arsenal         | 3 – 0 | Blackburn Rovers  | 36,304 |

## Półfinały
Mecze zostały rozegrane na neutralnych terenach 8 kwietnia 2001 roku.
| 8 kwietnia 2001 13:30 | Arsenal · Vieira 33' · Pires 74' | 2 – 1raport | Tottenham Hotspur · Doherty 14' | Old Trafford, Manchester Widzów: 63,541 Sędzia: Graham Poll |
|                       |                                  |             |                                 |                                                             |

| 8 kwietnia 2001 16:00 | Wycombe Wanderers · Ryan 88' | 1 – 2raport | Liverpool · Heskey 78' · Fowler 83' | Villa Park, Birmingham Widzów: 40,037 Sędzia: Paul Durkin |
|                       |                              |             |                                     |                                                           |

## Finał
| 12 maja 2001 15:00 | Liverpool · Owen 83', 88' | 2 – 1raport | Arsenal · Ljungberg 72' | Millennium Stadium, Cardiff Widzów: 72,500 Sędzia: Steve Dunn |
|                    |                           |             |                         |                                                               |